# ジョン・カミナリ
ジョン・カミナリ（Kaminari, John、本名：ジャンルーカ・ミナリ(Gianluca Minari)、1975年3月23日 - ）は、イタリア出身の俳優、声優、テレビゲーム評論家。

## 略歴
スクオーラ・ロマーナ・デイ・フメッティ（Scuola Romana dei fumetti　ローマ漫画家養成学校）卒業後、ローマ・日本文化会館にて日本語講座を修了。在学中は2度奨学生として選抜される。イタリア語、英語、日本語を話すことが出来るため、イタリアではゲーム雑誌の翻訳や編集長を行なっていた。日本で俳優活動を行なっていた。
五つ子の最終シリーズでは、演じたアンソニー役がカミナリの実年齢より相当上でかつ子持ちという設定であったため、より年配の雰囲気を出すため、本来はのばしていない髭を伸ばし、あえて髪を剃って「ハゲがスキンヘッドにした」という風貌となった。
2017年8月、口腔癌を患っていることを告白、イタリアへ帰国し療養する。
2024年4月、本人のXにて、口腔がんであったことと、治療してとりあえず治ったとのポストがあった。

## 出演歴
テレビドラマ
- プリズナー（WOWOW） - ジョイ・サーガ
- 最終シリーズ 大好き!五つ子（TBS） - アンソニー・ジャクソン
- 姿三四郎　ドラマスペシャル
- 侍戦隊シンケンジャー（テレビ朝日、2009年） - 第十四幕ゲスト リチャード・ブラウン
- 東京DOGS（フジテレビ、2009年）
- 烈車戦隊トッキュウジャー（テレビ朝日、2014年） - 第25駅ゲスト はだかの王様

バラエティ番組
- オリキュン（フジテレビ） - ナレーション・準レギュラー
- SMAP×SMAP（関西テレビ・フジテレビ） - BISTRO SMAPのコーナーにて
- ためしてガッテン（NHK） - イタリアンシェフ
- ピラメキーノ（テレビ東京） - 「なんてフワフワ なんだJAPAN」ミスター・キッチリー

映画
- 『銀幕版 スシ王子! 〜ニューヨークへ行く〜』 - ペペロンチーノ
- 『YOKAI』（短編映画）

声優
- まいにちイタリア語（NHKラジオ第2放送） - スキットナレーター
- ニコニコ♪コニーちゃん（BSフジ）

その他
- ミブリー&テブリー（SEGA） - ジェスチャー映像問題
- モーターストーム2（WEBムービー） - ジョン・サンダース教官
- UNIVERGE（NEC、WEBムービー）
- 中川翔子『Shiny GATE』プロモーションビデオ - コーチ
- お伝と伝じろう（NHK Eテレ） - シニョール村上

## ゲーム評論家としての活動
- 1999年~2003年 - ローマのPlay Press Publishingにて雑誌『Psmania』副編集長
- 2003年~ - ローマのHobby Media社にて翻訳者、ゲーム雑誌『Magic Press』編集長
- 2004年~ - ミラノのFuture Media Italy社にてPlayStation 2の雑誌の編集部員
- 2008年~ - 雑誌『GAME Watch』でのゲームのレビュー記事執筆